# Алі Багері
Алі́ Багері́ Кані́ (перс. علی باقری کنی; нар. 1967) — іранський дипломат, який раніше обіймав посаду заступника міністра закордонних справ Ірану з політичних питань з вересня 2021 року по вересень 2024 року. У 2024 році виконував обов'язки міністра закордонних справ. Вважається близьким до принципалістів та частиною найближчого оточення верховного лідера Ірану аятоли Алі Хаменеї.

## Раннє життя та освіта
Багері народився у 1967 році в селі Кан, що в остані Тегеран. Його батько, Мохаммад-Багер Багері, є шиїтським священнослужителем, який був членом Ради експертів, тоді як його дядько, Мухаммед-Реза Махдаві Кані, пізніше очолював цей же орган. Його брат, Месба аль-Хода Багері Кані, є зятем верховного лідера аятоли Алі Хаменеї.
Багері Кані вивчав економіку в Університеті Імама Садика в Тегерані.

## Кар'єра
Багері є дипломатом з 1990 року. Він був заступником секретаря Вищої ради національної безпеки Ірану з 2007 по 2013 рік і наразі є її радником. Він також був головою президентської кампанії Саїда Джалілі на виборах 2013 року. Також недовго працював політичним аналітиком на IRIB.
14 лютого 2011 року Багері був заарештований після виклику до Міністерства інформації. Він працював політичним директором Міністерства внутрішніх справ під час президентства Мохаммада Хатамі.
Кані був головним переговірником у посередницьких переговорах між Іраном та США щодо угоди про звільнення ув'язнених у вересні 2023 року. Він обіймав посаду заступника міністра закордонних справ.
Кані виконував обов'язки міністра закордонних справ з 20 травня 2024 року після загибелі свого попередника Хоссейна Амір-Абдоллахіана в авіакатастрофі вертольота. 3 червня 2024 року він здійснив свій перший закордонний візит як міністр закордонних справ до Лівану, під час якого підтвердив, що іранський уряд веде переговори зі США за посередництва Оману. Він обіймав посаду міністра до заміни Аббасом Аракчі 21 серпня 2024 року.